# Нарын
Нары́н (кирг. Нарын) — город в Кыргызстане, административный центр Нарынской области и Нарынского района.
Население — 61988 человек (2023). Площадь территории города — 40,5 км².

## География
Город расположен в Нарынской котловине у подножья хребта Нарын-Тоо, на высоте 2000 м над уровнем моря, на берегу реки Нарын, на пересечении автомобильной трассы Бишкек — Торугарт.
В 180 км севернее города на берегу озера Иссык-Куль находится железнодорожная станция Балыкчи. Расстояние до расположенного южнее Нарына пограничного пункта «Торугарт» на границе с Китаем — 186 км.

## Климат
Климат резко континентальный с холодной, снежной зимой и очень теплым летом. Средняя температура июля  +17 градусов Цельсия, января -13. Осадков в среднем 281 мм.
| Показатель                    | Янв. | Фев. | Март | Апр. | Май | Июнь | Июль | Авг. | Сен. | Окт. | Нояб. | Дек. | Год |
| ----------------------------- | ---- | ---- | ---- | ---- | --- | ---- | ---- | ---- | ---- | ---- | ----- | ---- | --- |
| Средний суточный максимум, °C | −8   | −5   | 4    | 12   | 18  | 21   | 25   | 25   | 21   | 13   | 4     | −4   |     |
| Средний суточный минимум, °C  | −18  | −17  | −6   | 1    | 5   | 8    | 10   | 10   | 6    | 0    | −6    | −15  |     |
| Норма осадков, мм             | 10   | 12   | 20   | 29   | 53  | 48   | 37   | 20   | 15   | 14   | 13    | 10   | 281 |
| Источник: Яндекс погода       |      |      |      |      |     |      |      |      |      |      |       |      |     |

## Население
| 1939    | 1959    | 1970    | 1979    | 1989    | 1999    | 1999    | 2009    | 2017    |
| ------- | ------- | ------- | ------- | ------- | ------- | ------- | ------- | ------- |
| 4552    | ↗14 857 | ↗21 098 | ↗30 409 | ↗42 210 | ↘40 050 | ↘40 049 | ↘34 822 | ↗40 049 |
| 2021    | 2022    |         |         |         |         |         |         |         |
| ↗41 178 | ↗41 419 |         |         |         |         |         |         |         |

## История
Как и многие другие среднеазиатские города, Нарын возник как небольшое укрепление на торговых путях, которые вели из Восточного Туркестана (Кашгарии) в Среднюю Азию, для их защиты от разбойников. До середины XIX века как такового города в этой местности не было.
C присоединением Средней Азии к Российской империи в 1868 году здесь был размещён русский гарнизон (укрепление Нарынское), позже появилась Нарынская слободка, и с этого момента началось строительство города.
Через Нарынское укрепление с Семиречьем постоянно действовало почтовое сообщение консульства России в Кашгарии.
После Октябрьской революции 1917 года Нарын попал под контроль Красной армии, но в 1920 году здесь произошло столкновение между советскими войсками и белогвардейцами. После кровопролитных боёв город был отбит, и здесь установилась советская власть. В 1927 году Нарын стал административным центром первым Председателем Горисполкома назначен Джанузаков,Кары(Мэр Города) созданной на тот момент Нарынской области.
Также есть мнение, что «Нарын/наарын» в Средней Азии — обозначение блюда из крошеной конины. Возможно, в этих местах отлично его готовили, тем более что конина — национальный продукт в Кыргызстане.
Сегодня Нарын является культурно-административным центром Нарынской области и находится в свободной экономической зоне «Нарын». Именно здесь располагаются головные офисы государственных, частных и общественных организаций городского и областного подчинения, консульский отдел МИД Кыргызстана, управление таможни «Торугарт».

## Туризм
В городе есть краеведческий музей, музыкально-драматический театр и национальный театр «Манас Руху».
Нарын является отправной точкой для многих туристических маршрутов пролегающих по горам Тянь-Шаня.
Река Нарын подходит для рафтинга. Сезон сплава по этой ней продолжается с апреля по ноябрь, а уровень сложности зависит от времени года.

## Транспорт
В 1994 году в Нарыне открыто троллейбусное движение. Нарын был одним из самых маленьких городов мира, имевщих троллейбус. Движение закрыто в мае 2025 года.
По состоянию на январь 2015 года с автовокзала г. Нарын ежедневно уходят маршрутки в Балыкчы, Бишкек и Каракол, а также рейсовые автобусы.
В августе 2024 года в Нарыне были запущены электробусы по двум маршрутам.

## Учебные заведения
- Нарынский государственный университет им. С. Нааматова[13]
- Университет Центральной Азии[14]
- Нарынское медицинское училище
- Нарынское педагогическое училище
- Колледж КГЮА